# آناکوندا (فیلم ۲۰۲۵)
آناکوندا(به انگلیسی: Anaconda) یک فیلم ترسناک و دلهره‌آور آمریکایی آماده اکران به کارگردانی تام گورمیکان، نویسندگی گورمیکان و کوین اتن با بازی جک بلک و پل راد است. این فیلم بازسازی فیلم سال ۱۹۹۷ به کارگردانی لوئیس یوسا با بازی جنیفر لوپز و آیس کیوب است.
آناکوندا قرار است در ۲۵ دسامبر ۲۰۲۵ در ایالات متحده اکران شود.

## داستان
گروهی از بازیگران سیرک، در راه رفتن به مکانی که فکر می‌کنند یک مکان اجرای جدید است، در یک جنگل بارانی سرسبز گیر می‌افتند و کاپیتانی که در راه است توسط یک آناکوندا خورده و نابود می‌شوند. آنها با یک شکارچی مرگبار که در حال شکار آناکوندا است، می‌آیند و متوجه می‌شود که ممکن است طعمه کافی برای گرفتن او داشته باشد. اما به عنوان بازیگر سیرک، چند ترفند زنده ماندن در آستین خود دارند و …

## ساخت
در ۲۴ ژانویه ۲۰۲۰، اعلام شد که کلمبیا پیکچرز در حال توسعه یک راه اندازی مجدد از فیلم کالت آناکوندا در سال ۱۹۹۷ است، که ایوان داگرتی برای نوشتن فیلمنامه آن ضمیمه شده است. در مارس ۲۰۲۳، تام گورمیکان به عنوان کارگردان این فیلم انتخاب شد. در آگوست ۲۰۲۴، جک بلک و پل راد برای نقش‌های اصلی انتخاب شدند، در ژانویه ۲۰۲۵، تندی نیوتن، استیو زان، سلتون ملو و آیونی اسکای به بازیگران پیوستند و فیلمبرداری اصلی در استرالیا آغاز شد.